# 安倍治夫
安倍 治夫（あべ はるお、1920年4月2日 - 1999年8月16日）は、日本の弁護士。元検察官。

## 来歴
1920年4月2日生まれ。北海道根室市出身。1943年に東京帝国大学法学部法律学科、1949年に東京大学法学部政治学科を卒業。
1951年に札幌地検検事となり、その後東京地方検察庁・法務省刑事局・福岡高等検察庁で検事職に従事した。この間に法務総合研究所教授・国連アジア極東犯罪防止研修所教授も務めた。ハーバード大学に留学して刑事学を専攻し、1953年に卒業。
1966年、弁護士に転ずる。1970年頃、自動車業界にて欠陥車問題が発覚し安倍は、松田文雄らと『日本自動車ユーザーユニオン』を結成。松田は専務理事、安倍は顧問弁護士として活動し、機関紙『ジャック』を発行し自動車各社の欠陥を指摘し消費者運動の先頭に立った。その中でホンダ・N360の構造的欠陥を指摘し、本田宗一郎を未必の故意による殺人罪で告訴する。しかし1971年11月2日、本田技研工業に対して損害賠償金16億円を要求したとして松田とともに恐喝未遂罪で逮捕される（ユーザーユニオン事件）。1977年8月、1審の東京地方裁判所は懲役2年の実刑判決を言い渡すが、1986年2月の東京高等裁判所での2審では執行猶予付き判決が下る。その後1987年1月に最高裁判所にて執行猶予判決が確定しこの時点で弁護士資格を失うが、昭和天皇崩御にともなう1990年の恩赦により再び弁護士資格を得る。1991年4月22日、袴田巌死刑囚の再審請求の弁護人に選ばれる。
1999年8月16日死去。

## 人物
札幌地検に着任早々、冬の北海道の犯罪を抑制するには為政者が下層民に衣食住を提供すべきとした「検察の謙抑主義」という演説を打って上層部の度肝を抜き、札幌高検は密かに安倍の思想調査を命じたという。
検事在任中は白鳥事件において独自の説得で中核自衛隊員からの重要証言を引き出し、また「昭和の岩窟王」こと吉田石松の再審請求を助け、「反骨検事」「検察の反逆児」の異名で知られた。
英独仏語に優れ、ハーバード大学とミシガン大学の招聘教授も務めた。
日本人のイスラム教徒として1986年に現代書館から『イスラム教フォー・ビギナーズ』を出版している。

## 著作

### 自著
- 刑事訴訟法における均衡と調和 1963年 一粒社 ASIN B000JAJ1DI
- 欠陥車 - 全国産車を徹底調査する 1972年 ビクトリー出版 ASIN B000J9TCTW
- 聖クルアーン〈アンマ篇〉―日・亜・英対訳  1982年 谷沢書房
- イスラム教フォー・ビギナーズ 1986年1月 現代書館 ISBN 4-7684-0036-1

### 監修
- 真相―神戸市小学生惨殺遺棄事件 1998年10月 早稲田出版 ISBN 978-4898271940